# Bizzarra
Bizzarra è un personaggio dei fumetti pubblicati dalla DC Comics. È una versione distorta del personaggio di Wonder Woman, così come Bizzarro lo è di Superman. È un essere con un'intelligenza estremamente scarsa e si esprime affermando il contrario di ciò che vuole intendere.

## Biografia del personaggio

### Silver Age
Bizarro-Wonder Woman fu mostrata per la prima volta come membro della squadra di eroi disadattati Bizzarro Justice League che abitavano il Mondo Bizzarro. La loro base è un sottomarino abbandonato in fondo al mare. Il team consisteva di Bizzarro, Bizzarra, Lanterna Gialla, Bizzarro Aquaman, e Bizzarro Hawkman. Batzarro lasciò il gruppo per formarne uno suo chiamato "Gli Insider", una versione Bizzarro della squadra Outsiders.
Nella storia, Bizzarro era stanco di essere in grado di battere i membri della Bizzarro Justice League così creò una versione Bizzarro del criminale conosciuto come Amazo. Amazo rubò i poteri della Justice League, inclusi quelli di Wonder Woman e li diede agli ordinari cittadini di Mondo Bizzarro. Dopo aver realizzato la follia della sua azione, Bizzarro convinse Bizzarro Amazo a restituire i poteri ai loro legittimi proprietari.

### Modern Age
Nella 1986 la DC Comics introdusse la storia Crisi sulle Terre infinite. La storia dell'intera compagnia cancellò la storia di quasi tutti i personaggi della DC. Bizzarra fu reintrodotta come parte della nuova formazione della Bizzarro Justice League (in cui militavano Bizzarro, Batzarro, Bizzarro-Flash, Lanterna Gialla e Bizzarro-Hawkgirl). Vivevano su un pianeta quadrato di nome Htrae che era interamente popolato da cittadini Bizzarro. Ad un certo punto, Bizzarro-Hawkgirl legò Bizzarra con il suo stesso lazzo. Fu spiegato che il lazzo di Bizzarra costringeva coloro che ne venivano imprigionati a dire solo bugie. Bizzarra sembrò essere romanticamente interessata a Bizzarro, ma i sentimenti non erano ricambiati, dato che Bizzarro era innamorato solo della versione Bizzarro di Lois Lane. Durante la storia si vide che a causa dell'esposizione ai raggi del sole blu di Htrae, Bizzarro ottenne l'abilità di creare nuove forme di vita Bizzarro. Non è chiaro se Bizzarra fu creata da Bizzarro o se fosse un personaggio già esistente.
Bizzarra venne mostrata più avanti come assistente del criminale Monarca. Lei, più altri svariati supereroi, torturarono Tracer senza pietà. Bizzarra terminò la battaglia impiccando Tracer con il suo lazzo ad una scala antincendio.

## Altre versioni

### All Star Superman
Nel 2005 la DC Comics rilasciò una linea di fumetti All-Star. Questa linea non fa parte della continuità degli altri fumetti, così la storia non ebbe alcun impatto sulla storia dei fumetti di Wonder Woman. Nel fumetto All Star Superman, venne introdotta una Bizzarro-Wonder Woman. Generalmente è una statua di circa 2 metri portata da Bizzarro nelle varie missioni della Bizzarro Justice League. Bizzarro spiegò che la Bizarro-Wonder Woman cominciò la sua vita come una bellissima neonata che col passare del tempo si trasformò in un'orribile statua di creta. Proprio l'opposto della nascita di Wonder Woman, che cominciò la sua vita come statua di creta raffigurante una bambina che poi divenne una donna in carne e ossa. Nonostante fosse una statua inanimata, Bizzarro insistette che Bizzarro-Wonder Woman fosse un'ottima compagna di squadra.

## Poteri e abilità
Come Wonder Woman, Bizzarra possiede super forza e riflessi perfetti. Possiede anche un lazzo che costringe chiunque a mentire.

## Altri media
Una prima versione di Bizzarra fu mostrata in un episodio della serie animata del 1985 The Super Powers Team: Galactic Guardians, intitolata The Bizarro Super Powers Team. Nell'episodio, Bizzarro decise che il mondo dei Bizzarro meritava più eroi dei soli Bizzarro-Supermen. Così prese un raggio duplicatore dalla Terra e fece duplicati Bizzarro degli eroi Firestorm, Cyborg e Wonder Woman. Pianificando di portare questi nuovi esseri sul suo pianeta, Bizzarro fu convinto da Mr. Mxyzptlk ad addestrare i nuovi duplicati sulla Terra, cosa che provocò parecchi guai ai veri Super Amici. Nell'episodio, Bizzarra viene chiamata Bizzarro-Wonder Woman ed è doppiata dall'attrice B.J. Ward, che doppiò anche Wonder Woman.